# Hissa Abrahão
Hissa Nagib Abrahão Filho, ou simplesmente Hissa Abrahão (Manaus, 2 de agosto de 1980), é um empresário e político brasileiro, ex-Deputado Federal pelo Estado do Amazonas, eleito pelo PPS e  PDT, mas hoje é afiliado ao Avante

## Carreira
Hissa Abrahão é graduado em Economia pelo Centro Universitário de Ensino Superior do Amazonas (CIESA) e pós-graduado pela Fundação Getúlio Vargas e mestre pela Universidade Federal do Amazonas. Foi conselheiro do Conselho Regional de Economia do Amazonas entre 2007 e 2009. Elegeu-se vereador em Manaus nas eleições municipais de 2008. Posteriormente, concorreu ao governo do Amazonas nas eleições estaduais de 2010, não tendo sido eleito. Em 2012, anunciou sua pré-candidatura à prefeitura de Manaus, mas o PPS decidiu apoiar o então candidato Arthur Virgílio Neto, do PSDB. Assim sendo, Hissa Abrahão concorreu como seu candidato a vice-prefeito, com a chapa sendo eleita. Durante sua passagem como vice-prefeito de Manaus, acumulou também as funções de Secretário de Infraestrutura e Habitação e presidente do Comitê Gestor da Política de Mobilidade Urbana e Ordenação das Ações de Reordenação do Centro de Manaus.
Nas eleições de 2014, o PPS optou por apoiar Eduardo Braga como candidato ao governo do Amazonas. Hissa candidatou-se à deputado federal, tendo sido eleito com 113 646 votos, o quinto mais votado no estado. Em 17 de março de 2016, deixou o PPS e filiou-se ao PDT, partido do ex-governador Amazonino Mendes.
Nas eleições de 2018, foi candidato ao cargo de senador, mas obteve apenas 8,59% dos votos válidos, conquistando o sexto lugar.

## Mudança de partido e pré-candidatura
Em 16 de Março de 2016, a direção nacional do PDT reuniu a bancada de deputados federais, filiados e militantes em sua sede em Brasília, para apresentar o Deputado Hissa Abrahão como novo filiado. O presidente nacional do partido, Carlos Lupi, afirmou que o convite a Hissa vinha sendo feito há seis meses, com aval ex-ministro Ciro Gomes, pré-candidato a presidente da República em 2018, e que ele tem carta branca para sua candidatura a prefeito de Manaus nas eleições de 2016, já entrando no partido com a garantia nacional de ser o candidato do PDT.

## Impeachment de Dilma Rousseff
Em 17 de abril de 2016, Hissa votou favorável ao processo de impeachment da presidente Dilma Rousseff, contrariando a decisão nacional do partido, que havia fechado questão contra o Impeachment. No dia seguinte, Carlos Lupi, que fechou questão contra o impeachment de Dilma, expulsou Hissa e outros deputados federais do partido. No entanto, em 30 de Maio a Executiva Nacional do partido decidiu não mais expulsar os parlamentares, mas suspendê-los das atividades partidárias por 40 dias.

## Controvérsia

### Evolução patrimonial
Em 17 de Janeiro de 2013, o jornal A Crítica apresentou matéria sobre a evolução do patrimônio de alguns políticos amazonenses, entre eles o então vice-prefeito de Manaus Hissa Abrahão. De acordo com a publicação, a Declaração de Bens feita por ele ao final do seu mandato como vereador, em 2012, e a oficializada em julho do mesmo ano, dias antes de divulgar sua candidatura como vice na chapa de Artur Virgílio, apresentaram uma variação de R$ 1,2 milhão. O cruzamento de dados do Diário Oficial do Município de 11 de Janeiro de 2013 e do sistema DivulgaCand2012, do Tribunal Superior Eleitoral, mostrou que, pouco antes de se tornar candidato a vice, Hissa apresentou à Justiça Eleitoral uma Declaração de Bens que totalizou R$ 190 mil. Já na conclusão do mandato de vereador ele declarou possuir bens que chegavam a R$ 1,4 milhão.
Hissa explicou que, ao final de 2012, adquiriu dois terrenos, os quais juntos somam mais de meio milhão de reais, mas que deu apenas R$ 10 mil de entrada em cada um, financiando o restante do valor. Ele também explicou que, além da política, tem como fonte de renda a empresa Smith Empreendimentos, a qual foi criada antes mesmo de ele se tornar vereador.
A reportagem motivou ação por parte do Ministério Público Estadual do Amazonas para investigar a evolução do patrimônio dos citados. Então, Hissa contestou os valores citados na matéria, informando que, na verdade, seu patrimônio teria saído de R$ 85 mil para R$565,9 mil.

### Demissão da Secretaria de Infraestrutura e Habitação
Em 14 de Dezembro de 2013 Hissa reclamou que teria sido demitido publicamente pelo prefeito, que o teria feito sem nenhuma comunicação prévia, mas sim durante entrevista. Em entrevistas a emissoras de rádio, Artur Neto afirmou que Hissa não teria o apoio dele e nem do PSDB se insistisse em se candidatar ao Governo do Amazonas em 2014. No mesmo dia, foi divulgada uma nota informando que, por decisão do prefeito, o vice deixaria a secretaria na segunda-feira seguinte. Hissa era o nome da direção nacional do PPS para a disputa ao governo estadual. Posteriormente ele acabou não conseguindo emplacar sua candidatura, uma vez que o partido decidiu apoiar Eduardo Braga, e decidiu concorrer à Câmara dos Deputados. Em 30 de Janeiro de 2015 ele renunciou à vice-prefeitura para tomar posse no cargo em Brasília no dia seguinte.

## Atividades Parlamentares
- Comissão de Fiscalização Financeira e Controle: 3 de março de 2015 a 2 de fevereiro de 2016;
- Comissão de Desenvolvimento Econômico, Indústria, Comércio e Serviços: 3 de maio de 2016 - atualmente;
- Contas Públicas e Transferências Constitucionais: 30 de março de 2015 - atualmente;
- Fundos de Pensão: 18 de junho de 2015 - atualmente;
- PEC 002/15 - Execução Obrigatória Emenda Orçamento: 2 de setembro de 2015 - atualmente;
- CPI - Fundos de Pensão (3º Vice-Presidente): 11 de agosto de 2015 a 20 de outubro de 2015

## Ligações Externas
- Perfil Oficial no portal da Câmara dos Deputados